# Ruben Saillens
Ruben Saillens (Saint-Jean-du-Gard, 24 giugno 1855 – Condé-sur-Noireau, 5 gennaio 1942) è stato un pastore protestante e scrittore francese.

## Biografia
Ruben Saillens prese parte all'età di quindici anni alla guerra franco-prussiana del 1870 nel servizio di sanità. Si convertì al cristianesimo evangelico l'anno successivo. Ordinato pastore il 18 agosto 1879, divenne il principale collaboratore del reverendo Mac All, fondatore della chiesa battista di Rue Saint-Denis a Parigi (poi Église et Mission du Tabernacle, Chiesa e Missione del Tabernacolo). Si dedicò prevalentemente alla predicazione evangelica. Fu autore di oltre di cinquanta canti religiosi, il più noto dei quali è "La Cévenole".
Fu autore di libri di favole e brevi racconti edificanti il più famoso dei quali è "Le Père Martin" (1881) il quale fu rielaborato da Lev Tolstòj nel 1886 col titolo di "Dove c'è amore c'è Dio"; Saillens accusò Tolstòj di plagio in una lettera, alla quale lo scrittore russo rispose immediatamente scusandosi e dando spiegazioni sulla sua buona fede.

## Scritti (selezione)
- Nos droits sur Madagascar et nos griefs contre les Hovas examinés impartialement, Paris: P. Monnerat, 1885
- Dieu protège la France, Alençon: Impr. A.Lepage, 1885
- A demi-voix, poèmes, Paris: P.Monnerat, 1886
- La Cévenole illustrée, parole di R.Saillens, musica de L.Roucaute, Valence: Impr. Réunies, Ducros et Lombart, 1926
- The Soul of France, London: Morgan & Scott, 1916
- Le mystère de la foi, Nogent-sur-Marne: Institut Biblique, 1931
- Contes du dimanche, Paris, 1904. 2e ed., Nogent-sur-Marne: Institut Biblique, 1937
- Le mystère de l'Église, Nogent-sur-Marne: Institut Biblique, 1938
- Grâce et Vérité, Valence: Imprimeries Réunies, 1939